# アンドレ・エスターハイゼン
アンドレ・エスターハイゼン（André Esterhuizen、1994年3月30日 - ）は、ユナイテッド・ラグビー・チャンピオンシップシャークスに所属するラグビーユニオン選手。

## プロフィール
- 南アフリカ、ポチェフストルーム出身。
- ポジションはセンター(CTB)、フルバック(FB)。
- 身長 193cm、体重 113kg
- U20南アフリカ代表に選ばれたことがある[1]。
- 南アフリカ代表キャップは8（2020年5月現在）。
- バーバリアンズに選ばれたことがある[2]。

## 略歴
クレルクスドルプ高校卒業後、シャークスを経て、2014年、シャークスに加入。
2017年、宗像サニックスブルースに加入。同年8月20日に行われたジャパンラグビートップリーグ第1節のコカ・コーラ戦で先発出場で日本での公式戦初出場を果たす。
2020年、ハーレクインズに加入。
2024年、シャークスに復帰。